# 伊那電気鉄道の電車

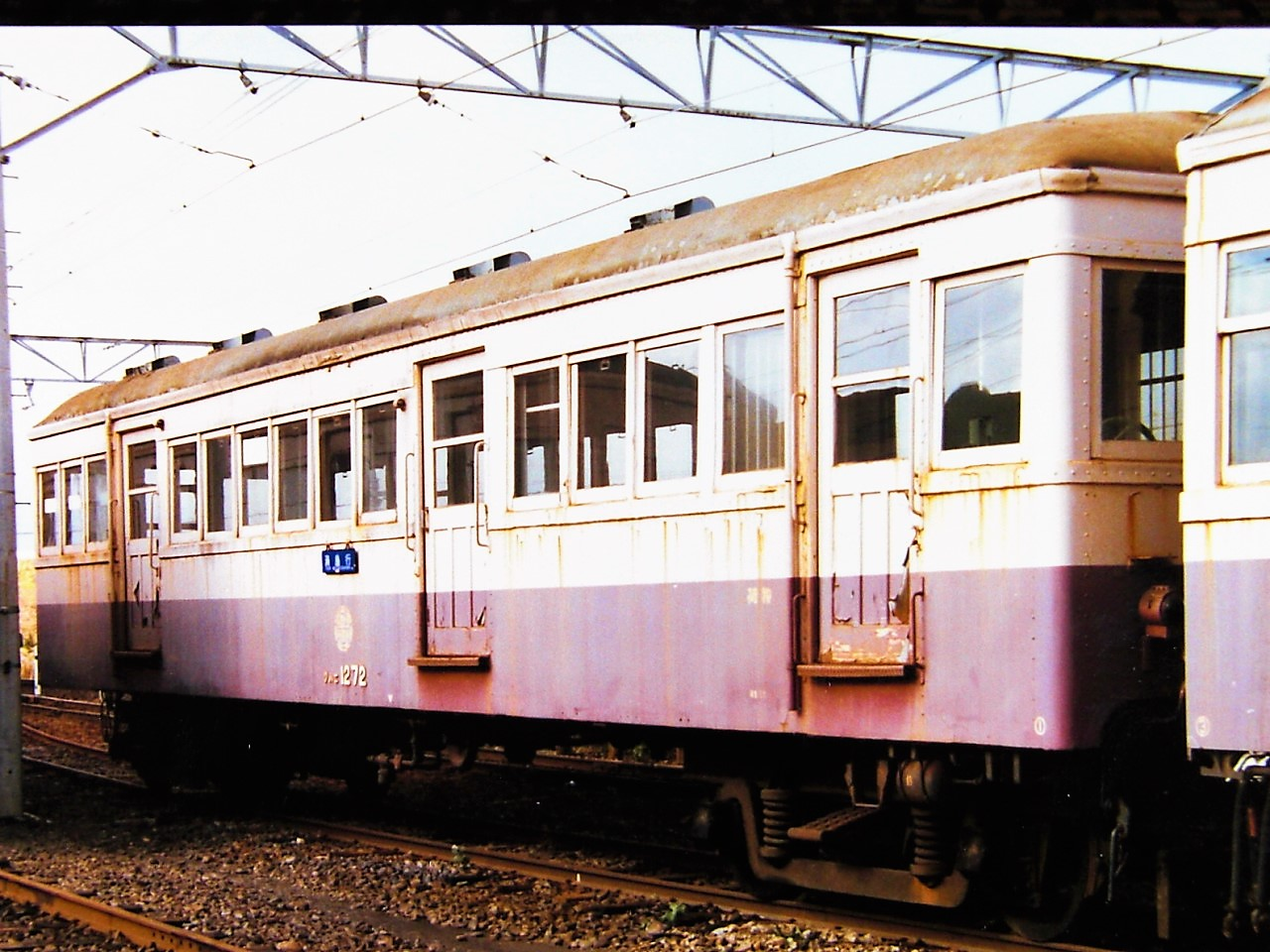
晩年の伊那電気鉄道サハニフ403（弘南鉄道クハニ1272）伊那サハニフ403→鉄道省サハニフ403→国鉄サハニ7901→弘南クハニ1272　制御車化されているが、よく原型を保っている。

伊那電気鉄道の電車（いなでんきてつどうのでんしゃ）
本項では、伊那電気鉄道（現在の東海旅客鉄道飯田線の一部）が保有した電車について記述する。

## 概要
伊那電気鉄道は、発足当初は伊那電車軌道と称し、1909年（明治42年）12月、軌道法に準拠した「軌道」として辰野 - 松島間を開業し、1911年（明治44年）には、伊那町までが、軌道法準拠により建設された。伊那町以南は、軽便鉄道法に準拠 する「軽便鉄道」として建設され、1927年（昭和2年）に天竜峡までの全区間が開通した。
その間、1919年（大正8年）8月に社名を伊那電気鉄道と改称し、1923年（大正12年）3月に辰野 - 伊那松島間、同年12月に伊那松島 - 伊那町間を改築のうえ地方鉄道に変更し、架線電圧を600Vから1,200Vに昇圧した。
このような経緯により、伊那電気鉄道の車両は、1923年の昇圧を境として2期に区分することができる。昇圧後は、一部の600V用電車が付随車に改造されて、1,200V用電動車による牽引用に残されたほかは、新たに1,200V用電動車を製造し、取替えられている。
伊那電気鉄道は、1943年（昭和18年）8月1日に、路線の連続する三信鉄道、鳳来寺鉄道、豊川鉄道とともに戦時買収され、鉄道省の飯田線となった。この時点で在籍していたのは、電気機関車9両、電車29両（電動車15両、付随車14両）、貨車51両（有蓋車24両、無蓋車27両）であった。
また、伊那電気鉄道の車両について特記すべき事は、自社松島工場での車両製造能力を有していたことで、自社用ばかりでなく、他社（岡崎電気軌道、三河鉄道、筑摩電気鉄道）用の車両製造も請け負っていた。

## 昇圧前の車両
この時代の車両は、延べで2軸電動客車14両、ボギー電動客車3両、2軸付随客車5両、2軸電動貨車6両の計28両である。
伊那電気鉄道が軌道を生い立ちとしたことから、路面電車規格の4輪（2軸）車が主体である。開業時には電動客車3両、付随客車1両、電動貨車1両の計5両であったが、軌道法に基づく辰野 - 伊那町間では連結運転をすることができないため、同車の使用開始は地方鉄道法に準拠して建設された伊那町以南開業時にまでずれ込んだ。また、連結運転ができないという事情から、電動貨車を多数保有したのも特徴である。
1921年（大正10年）9月には、在籍車に廃車や譲渡により欠番を生じていたことから、番号整理のための改番（以降「第1次大改番」と呼ぶ）を実施している。

### 電動客車
- 1 - 3

1909年12月認可により、東京の天野工場で製造された2軸電動車である。前面は3枚窓で中央窓上に行先幕、同窓下に前照灯を装備している。出入り台は開放式で、側面窓は8枚、屋根はモニター形である。定員は38人、自重は5.3t、電動機は25PS×2で台車はブリル21Eである。集電装置はポールによる単線式で、2基を屋根中央部に装備している。
第1次大改番時には番号の変更はなく、1924年（大正13年）度に除籍されたものと思われる。
- 1, 2(?) → 7, 8

1911年（明治44年）に、後述の電動貨車1両とともに天野工場で製造された2軸電動車である。車体等の詳細は不明であるが、定員は37人、電動機出力は36PS×2に変更されている。1914年（大正3年）に次項の4 - 6が製造された際に、7, 8と改められている。
しかし、前述のとおりとすると、同じ電動車である前述の1 - 3のグループと番号が重複するものがあったことになるが、これは開業したばかりの鉄道線に軌道線用として新造したの2両（4, 5と付番されていた?）を振り向け、鉄道線用の1, 2としたのではないかと鉄道史研究家の白土貞夫は推定 している。第1次大改番時には、他の車両が7, 8と付番されていることから、それまでに処分されたものと考えられる。
- 4 - 6 → 6 - 8（2代）

1914年（大正3年）に汽車製造で製造された鉄道線用の2軸電動車である。定員は37人、自重は7tで、車体はモニター屋根の角張った車体である。電動機は37PS×2で、台車はブリル21Eである。第1次大改番では、6 - 8（2代）となった。昇圧後は使用停止となり、1932年（昭和7年）7月12日付けで廃車、解体された。
- 10 - 12 → 9 - 11（2代）

1917年（大正6年）に天野工場で製造された2軸電動車である。認可書類には大正3年製と同一使用とする旨の記述があるが、車体は次項の13 - 15とほぼ同一で、車体幅が若干相違する程度である。定員は37人、自重は7.5t、電動機はさらに強力となり、50PS×2である。
昇圧後は使用停止となり、1925年（大正14年）8月22日付けで長州鉄道（後の山陽電気軌道）に譲渡された。
- 13 - 15 → 12 - 14（2代）

前項の10 - 12とともに汽車製造で製造された2軸電動車である。定員は44人、自重は8.5t、電動機は50PS×2である。
昇圧後は使用停止となり、伊那電気鉄道の傍系会社であった銚子鉄道（現在の銚子電気鉄道）の電化開業用として譲渡され、同社のデハ1 - 3となった。その際に、松島工場において相当の改造を受けたものと思われ、譲渡前後で車体形状は大きく異なる。
- ホ1 - ホ3

飯田までの延伸開業に際して、1920年（大正9年）6月設計認可を受け、日本車輌製造東京支店で製造された、伊那電気鉄道初のボギー車である。定員は80人、自重は21t、前面は軽いRを設けた3枚固形窓で、側面窓配置は両端に出入り台を設けてその間に窓が15枚ある。出入り台には、折戸を設けていた。電動機は50PS×4で、空気制動機を装備していた。
昇圧後は、番号はそのままで電装解除のうえ電動車による被牽引専用の後付付随車として使用されたが、1926年（大正15年）4月9日付けの改番（以下「第2次大改番」という）により、サハフ300, サハフ301，サロハフ200に改められた。以降の経歴については、昇圧後の車両の節で記述する。

### 付随客車
600V時代の附随客車については、下記の5両が存在したと推定されるが、鉄道統計資料や営業報告書の記載に矛盾がみられ、正確なところはよく判っていない。1 - 3については、1917年（大正6年）度の鉄道統計まで記載されているが、それ以後は消滅し、1920年後期の営業報告書では2両の記載が見られ、さらに翌年前記では3両に増加し、これが1922年（大正11年）度まで続いており、要目については1 - 3と同一の数値が記載されていた。しかし、同年度の鉄道統計資料には29, 30に相当する2両のみが計上されており、営業報告書の数値と矛盾する。
- 1

1909年の開業に際して用意された天野工場製の2軸客車であるが、軌道法の規定により連結運転が認められなかったため、連結運転認可を受けた1910年（明治43年）8月29日付けで入籍、使用が開始された。台車形式は不明だがブリル製、自重は3.4tである。
- 2, 3

1912年（明治45年）天野工場製の2軸客車で、車体は1と同形である。自重は3.4t、定員は37人。
- 29, 30 → 35, 36

1919年（大正8年）7月、日本車輌製造製の2軸郵便荷物車である。荷重は7tであるが、郵便室と荷物室の間は簡単な柵で仕切られていたのみである。番号が従来の客車に比べて大きく飛んでいるが、これは貨車である有蓋緩急車の後に付番したためである。
第1次大改番により35, 36と改番されたが、この時も有蓋緩急車の後に付番されている。昇圧まで使用されたが、1924年度に35が廃車、翌年に36は有蓋緩急車（貨車）に類別変更され、ワフ36となっている。

### 電動貨車
- 1 → 4（2代）

1909年の伊那電車軌道開業にともない、前述の電動客車3両（1 - 3）と同時認可により、天野工場で製造された電動貨車である。荷重は2t、25PSの電動機を2基、ブリル21E台車に装架し、車体長を18ftとする記録がある一方で、荷重5t、最大長23ft6in×最大高10ft9 1/4in、最大幅6ft1/2in、電動機36PS×2個とする記録もあり、途中で自社松島工場で車体を新造し載せ換え、または、全く別物の新造車に振替えられた可能性が高い。
第1次大改番により2代目4に改称されたが、昇圧後は使用されなくなり、1932年（昭和7年）7月12日付けで廃車された。
- 2, 3 → 2（2代）, 4 → 3（2代）, 5

貨物需要の増加に伴って、1914年（大正3年）に4両が天野工場で製造されたものである。荷重は5t、最大寸法は長さ24ft11in×高さ10ft9 1/2in×幅5ft10 1/4inで、台車はブリル21E、電動機は50PS×2である。
3, 4は、第1次大改番によって2, 3（いずれも2代目）に改められたが、1928年（昭和3年）4月25日付けで岡崎電気軌道（後の名鉄岡崎市内線）に譲渡され、同社の1, 2となったが、同社の記録では車両が引き渡された1927年（昭和2年）7月、伊那電気鉄道松島工場製としており、譲渡の際、台枠、台車、電動機等を再用して車体を新造したものと思われる。
初代2については、その後消息不明。5については1927年7月に筑摩電気鉄道に譲渡され同社のデワ2となったが、いつの間にか後述の6の履歴を受け継ぎ、1918年（大正7年）製となっていた。
- 6

1918年5月9日設計認可の自社松島工場製 の電動貨車で、荷重は5t、最大寸法は長さ23ft6in×高さ10ft9 1/2in×幅7ftで、電動機は50PS×2である。1921年（大正10年）9月15日認可により、台車をブリル21Eに交換し、電動機も36PS×2個としているが、昇圧により使用されなくなり、1932年7月12日付けで廃車となった。

## 昇圧後の車両
1923年に実施された昇圧に伴い、電動車はすべて新製のボギー車に置き換えられ、従来の600V用電動車は、ボギー車3両（ホ1 - 3）が電装解除のうえ付随車として引き続き使用された以外は、使用が停止された。
1926年の第2次大改番以前は、電動車、付随車それぞれに1から付番されていたが、同改番以降は電動客車は「デ」、附随客車は「サ」を形式に冠し、形式ごとに番号を飛ばして付番するようになった。また、車体への標記は、等級用途等の記号を付加した「デハ」、「サハユニフ」等とされている。
電動車はすべて院電タイプの車体を持つ両運転台形、付随車はすべて制御回路の引き通しを設けず、電動車の牽引によって運行される「後付付随車」と呼ばれるもので、鉄道省の規程では電車に付されることのない緩急車を表す記号「フ」が記号の末尾に加えられている。

### 電動客車

#### デ100形・デ200形
1923年の1200V昇圧に伴って用意された両運転台のボギー式電動車で、デ100形3両（デハ100 - 102）、デ200形5両（デハ200 - 204）が汽車製造東京支店で製造された。製造当初は前記の順番で1 - 3・4 - 8と称したが、1926年の第2次大改番により2形式に区分された。
車体は長さ16m級の木製で片側3か所に客用扉を設けており、屋根はモニター形である。デ100形とデ200形の車体は同一で、台車や主電動機といった走行機器関係が異なるのみである。側窓配置は1D141D141D1、前面は貫通式となっている。車体の最大寸法は、長さ15,875mm×幅2,642mm×高さ4,147mmで、座席はロングシート、定員は84人（うち座席52人）である。制御装置はいずれも非自動間接制御(HL)である。
走行機器に関しては、デ100形の主電動機が78.3 kW×4基、歯車比が1:2.65、台車が鉄道省TR14（後のDT10）同等品であったのに対し、デ200形は、電動機出力は74.6 kW×4基、歯車比が1:4.56、台車がブリル27MCB-2である点が異なっていた。
買収後は、伊那松島に配属のまま架線電圧1200Vの飯田線天竜峡以北で使用されたが、同区間の1500V昇圧に伴い、両形式の全車が1951年に富山港線へ移った。
この時点で、101, 102は片運転台化され、100は両運転台のまま電装解除のうえ制御車化されており、1953年6月の車両形式称号規程改正の際には、101, 102がモハ1900形（1900, 1902）、100がクハ5910形（5910）に改められた。その後、両形式とも1954年（昭和29年）3月に廃車され、いずれも私鉄に払下げられた。
一方デ200形は、主電動機出力が小さいことから早期の淘汰対象となり、1951年10月に203が廃車となったのを皮切りに、1953年3月までに全車が廃車あるいは車種変更され、国鉄形式は与えられなかった。このうち、201は1952年に救援車として客車に類別変更されナヤ16870形（16872。翌年の改番でナエ17100形（17122））となったほか、200と204は私鉄に払下げられている。

#### デ110形
1924年（大正13年）と1926年（大正15年）に、自社松島工場で製造された両運転台式の制御電動車で、3両（デハ110 - 112）が存在した。これらのうちデハ110は、国有化はるか以前の1928年（昭和3年）に三河鉄道へ譲渡されて同社のデ200となり、末尾のデハ112が2代目デハ110に改番されている。
三河鉄道デ200は、後の合併により名古屋鉄道モ1100形（1101）となり、名鉄モ3700系電車に走行機器を譲り廃車された。
車体は、デ100形、デ200形とほぼ同様の16m級木製であるが、窓配置は、1D151D151D1と扉間の窓が1枚多く、その分1枚当たりの幅が狭くなっている。主電動機についてはデ100形と同様の78.3 kW×4であるが、台車は汽車製造製のKS-30Lであった。
買収後は、伊那松島に配置され飯田線北部で使用されたが、同区間の昇圧に伴って富山港線に移り、1953年の車両形式称号規程改正時点ではデハ110が両運転台の制御電動車、デハ111は電装解除されて片運転台の制御車となっていた。そのため、デハ110がモハ1910形（1910）、デハ111がクハ5920形（5920）となっている。1910は1955年（昭和30年）3月に廃車解体、5920は1954年（昭和29年）3月に廃車、北陸鉄道に譲渡されている。

#### デ120形
1927年（昭和2年）に、汽車製造東京支店で製造された両運転台式の制御電動車で、5両（デハ120 - 124）が製造された。車体デザインや走行機器類はデ110形を踏襲するものの、車体を鋼製とした半鋼製車である。120号電車形式図
買収後は伊那松島に配置され、僚車とともに飯田線北部で使用されたが、1952年に福塩線用として府中町電車区に転属。さらに1953年には富山港線に転用された。同年6月に実施された車両形式称号規程改正では、モハ1920形（1920 - 1924）に改番されたが、1920 - 1923は1956年3月、1924は1955年3月に廃車され、全車が私鉄に払下げられた。

### 附随客車

#### サ100形
1924年（大正13年）に日本車輌製造東京支店で3両が製造された木製付随車で、製造当初は1 - 3と称したが、第2次大改番によりサ100形（サロハユニフ100 - サロハユニフ102）となった。二等三等郵便荷物合造車で、記号は「サロハユニフ」という非常に長いものであった。1937年（昭和12年）9月1日付けで二等車が廃止されたため、記号は「サハユニフ」に変更され、この状態で1943年の買収を迎えた。この時点での車体の特徴を次に記す。
車体は全長16m級のモニタールーフを持つ木造車で、車体の半分が郵便室（荷重3t）、その次位に荷物室（荷重1t）、後位側は三等室で定員は32人（うち座席16人）である。便所は、前位側と後位側の車端部に2か所設けられており、三等室は便所の位置の関係で左右で扉の位置がオフセットされている。台車は釣合梁式のTR10、自重は25tである。
1937年の三信鉄道全通により豊橋 - 辰野間の直通運転が開始されたのに伴い、異電圧の豊橋 - 天竜峡（1500V）と伊那電気鉄道内（1200V）直通運転時には電動車は天竜峡駅で交代し、本形式3両のいずれかか110が室内灯用の電圧を切り替えて直通した、また郵便物逓送の任務があったため他に客室や荷物室もある合造車ではあったが、現場では「ユービンシャ」と呼ばれていた。国有化後は豊橋機関区に転属し、引き続き直通運転用に使用されたが、この間の1945年（昭和20年）2月に、サハユニフ100が土砂崩れにより宇連川に転落して廃車となっている。
本形式は、飯田線北部（旧伊那電気鉄道区間）の1,500V昇圧にともなって営業運転から退き、1952年（昭和27年）に救援車に改造され、妻面に観音開き式の扉が設けられた。翌年6月の改番では、サエ9320形（9320, 9321）に改称され、9320は中部天竜機関支区、9321は豊橋機関区の配置となった。豊橋の9321はクエ28形（クエ28100）の就役に伴って1964年（昭和39年）に廃車となったが、中部天竜の9320はさらに長命を保ち、国鉄最後の木造電車となっていたものの、1978年（昭和53年）10月にあった中部天竜の本区昇格に伴う車両無配置の結果、救援車が不要になりしばらく留置されていたあと、翌1979年（昭和54年）7月27日に266列車で豊橋まで回送され、翌28日に日車豊川で解体された。

#### サ110形
1926年（大正15年）自社松島工場製のサハフ312を、1937年に三等郵便荷物合造車「サハユニフ」に改造したもので、サ100形とともに直通運転用に使用された。サ100形と同様の経過をたどって1953年に救援車に改造され、同年6月の改番ではサエ9330形（9330）となったが、1959年（昭和34年）12月の番号整理によりサエ9320形に編入され、9322と改番された。本車は、伊那松島機関区の救援車として使用されていたが、1971年（昭和46年）に後継のクモエ21形が配置されたのに伴い廃車解体された。

#### サ200形、サ300形→サ210形・サ220形
1920年日本車輌製造東京支店で製造された、車体長14m級の600V電化時代の木製電動車（ホ1 - ホ3）を昇圧後に電装解除により付随車化したものである。1926年の第2次大改番により、番号順にサ300形（サハフ300, サハフ301）、サ200形（サロハフ200）に改められた。その後1929年（昭和4年）に全車が再改造され、上記の順番でサ220形（サハニフ220）、サ210形（サハニフ210）、サ200形（サハニフ200）となっている。
国有化後は、従来同様伊那松島機関区の配置で、後付付随車として運用された。サハニフ200は1951年、サハニフ210は1950年、サハニフ220は1952年に廃車解体されており、国鉄形式は与えられていない。

#### サ310形
1926年汽車製造東京支店製の三等付随車で、車体長16m級の木造車である。3両（サハフ310 - サハフ312）が製造されたが、1937年に312が三等郵便荷物合造車（サハユニフ110）に改造され、1943年の国有化時点では2両（サハフ310, サハフ311）が在籍していた。その後も伊那松島機関区に配置されていたが、1952年にサハフ310は救援車に改造のうえ客車に類別変更されナヤ16870と改番、サハフ311も同年解体されたが、旧南海鉄道（阪和電気鉄道）モタ307の廃車体をクハ752として復籍させる際の名義上の改造種車となっている。

#### サ400形
1929年に製造された半鋼製で丸屋根を持つ車体長16m級の三等荷物合造付随車である。汽車製造東京支店で3両（サハニフ400 - 402）、日本車輌製造東京支店製の2両（サハニフ403, 404）の計5両が製造された。両者は基本的には同形同大であるが、細部に違いがある。側面窓配置は、1D（荷）4D6D3で、荷物室の荷重は2t、三等室の定員は90人（うち座席48人）で、三等室の扉間にはボックスシートが6組配置されている。自重は25t。
国有化後は、伊那松島機関区にあって従来同様後付付随車として使用されたが、1952年6月に運用の合理化のため400と401が荷物室を運転室に転用して制御車化され、記号が「クハ」となっており、翌年の車両形式称号規程改正によりクハ5900形（5900, 5901）に改められた。両車は1958年（昭和33年）2月および3月に試作交流直流両用電車の電源車として改造され、屋根上に交直両用のパンタグラフ・空気遮断器・交直切替器を、床下に主変圧器・水銀整流器・2つの交直転換器・直流リアクトルをそれぞれ搭載して、72系モハ73034, モハ73050とユニットを組み 作並機関区に転属、仙山線の仙台 - 作並間の交流電化区間と作並 - 山寺間の直流電化区間を直通する試験に供された。1959年の車両形式称号規程改正でそれぞれクヤ490形（1, 11）とクモヤ491形（1, 11）に改番され、クヤ490-1＋クモヤ490-1でA編成、クヤ490-11＋クモヤ490-11でB編成とした、これは、クヤ490形に搭載していた主変圧器･水銀整流器と車上での交直切替方式をA･B編成で異なる方式にしたためである。さらに1960年には営業用にも使用されることとなって車内に設置された直流リアクトルやバッテリーを撤去し、それぞれクハ490形とクモハ491形（番号同じ）に改称された。廃車は1966年（昭和41年）2月である。
付随車のまま残っていた3両（402 - 404）は、1952年に仙石線に転出し、1953年の車両形式称号規程改正でサハニ7900形（7900 - 7902）に改められたが、1957年2月に廃車され、うち7901と7902は翌年、弘南鉄道に譲渡された。

## 譲渡
- デハ200 - 伊豆箱根鉄道モハ45（1952年） → 車体振替（1960年代） → 廃車（1970年代）
- デハ204 - 岳南鉄道モハ201（1952年） → モハ1101（1959年、日車標準車体に更新） → 近江鉄道モハ101（1987年） → 223（1993年車体更新） → 廃車（2019年）
- 1900 - 北陸鉄道（浅野川線）モハ851（1954年11月） → 廃車（1962年6月）
- 1901 - 上田丸子電鉄（丸子線）モハ5261（1954年） → モハ5271（1959年、車体振替 東急クハ3220形） → 廃車（1969年）
- 1920 - 北陸鉄道浅野川線モハ3101（1956年） → 石川線クハ1151（1966年2月） → 廃車（1968年2月）?
- 1921 - 北陸鉄道浅野川線モハ3102（1956年） → 石川線クハ1152（1966年2月） → 廃車（1967年）
- 1922 - 北陸鉄道石川線モハ3103（1956年） → モハ3151（1966年2月） → 廃車（1968年2月。台車電装品はモハ3771に転用）
- 1923 - 北陸鉄道石川線モハ3104（1956年） → モハ3152（1966年2月） → 廃車（1967年。台車電装品はモハ3772に転用）
- 1924 - 新潟交通モハ16（1957年1月） → 車体振替（1969年6月。小田急デハ1409） → 廃車（1993年）
- 5910 - 上田丸子電鉄丸子線クハ261（1954年） → クハ271（1959年、車体振替 東急クハ3220形） → 廃車（1969年）
- 5920 - 北陸鉄道浅野川線クハ501（1954年11月） → モハ852（時期不詳） → 廃車（1962年6月）
- 7901 - 弘南鉄道クハニ1272（1958年12月） → 廃車（1985年10月）
- 7902 - 弘南鉄道クハニ1271（1958年12月） → 廃車（1989年）